# 聖瑪爾定大教堂 (伊珀爾)

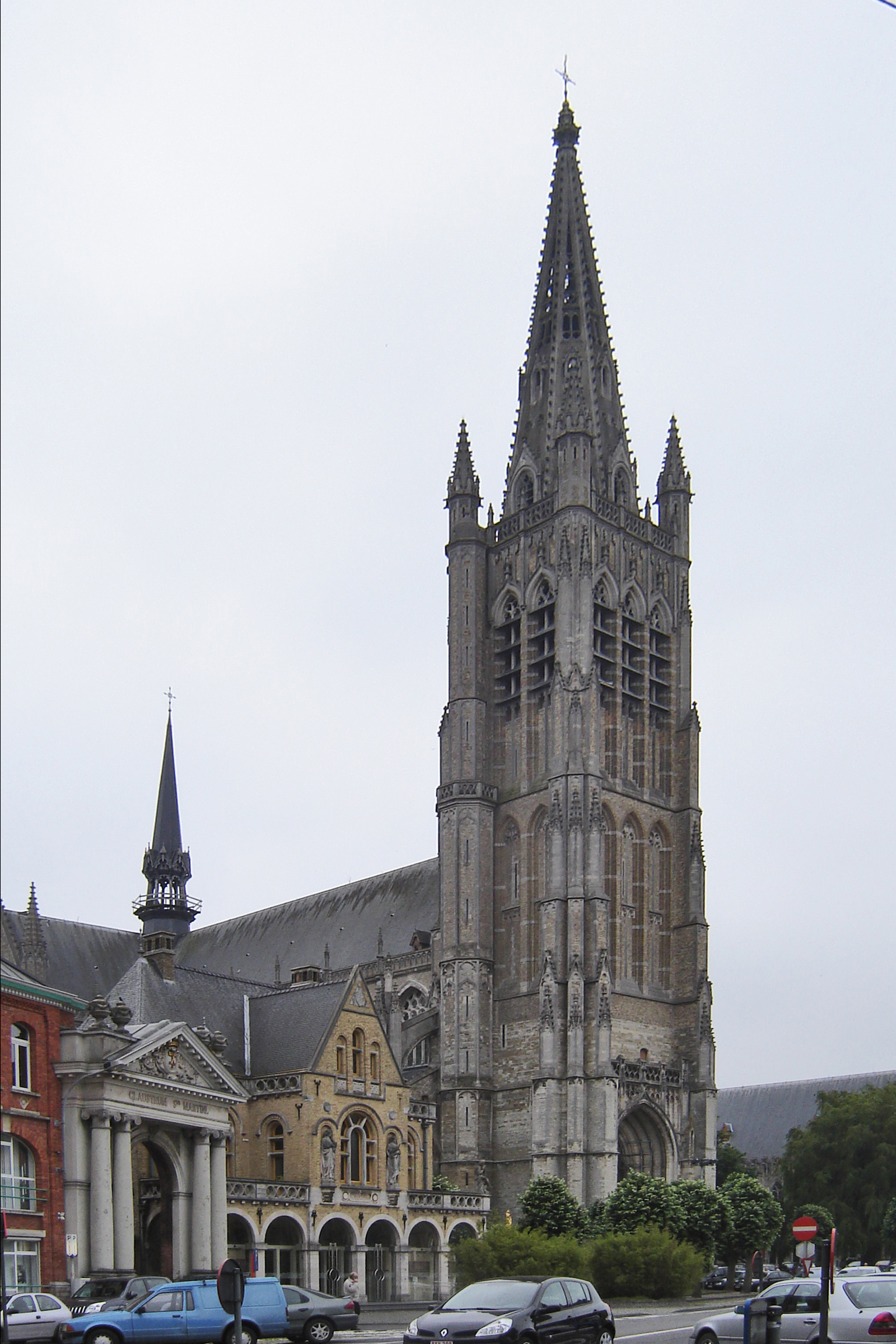
聖瑪爾定大教堂

聖瑪爾定大教堂（荷蘭語：Sint-Maartenskathedraal），又稱聖瑪爾定教堂（荷蘭語：Sint-Maartenskerk），是比利時城市伊珀爾的一座教堂，在歷史上曾是主教座堂。在1501年至1801年期間，這座教堂是伊珀爾教區的主教座堂。教堂的尖塔高102（335英尺）。

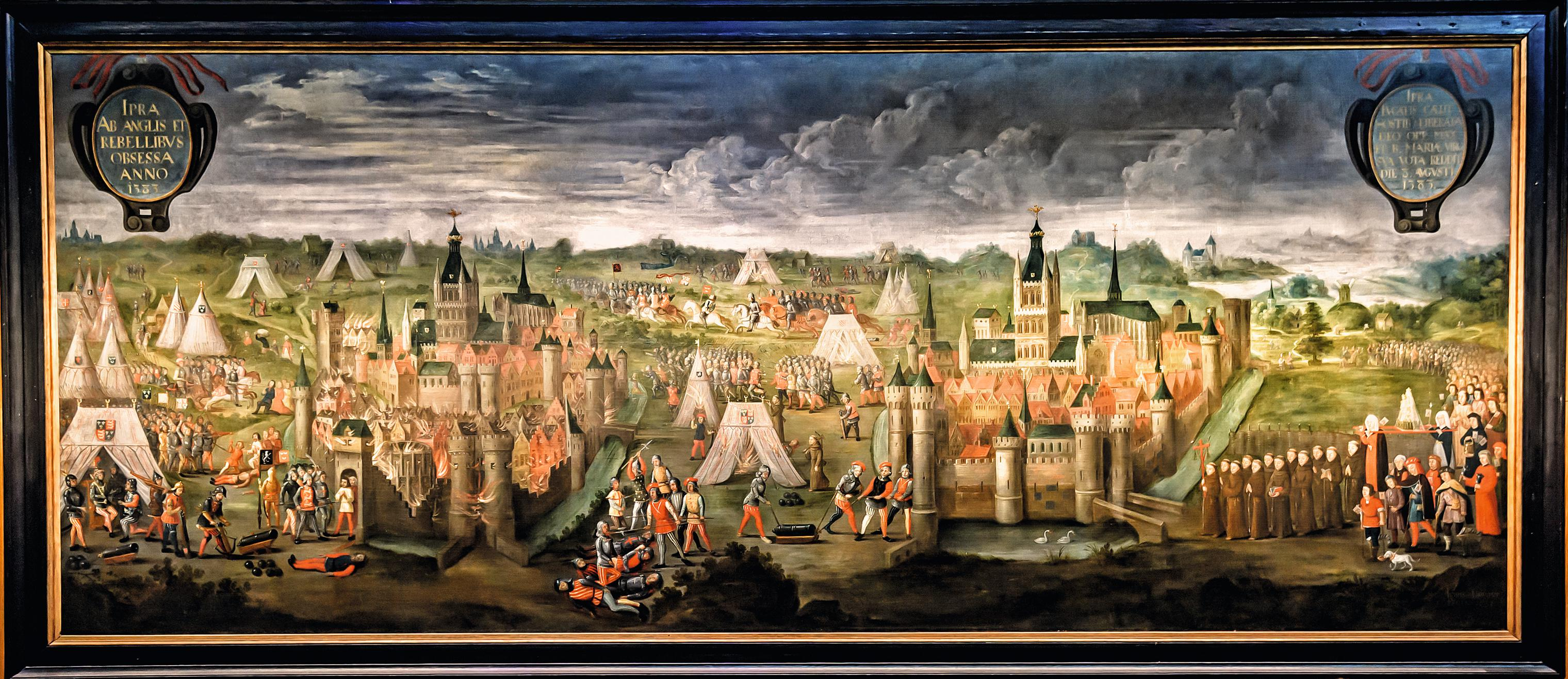
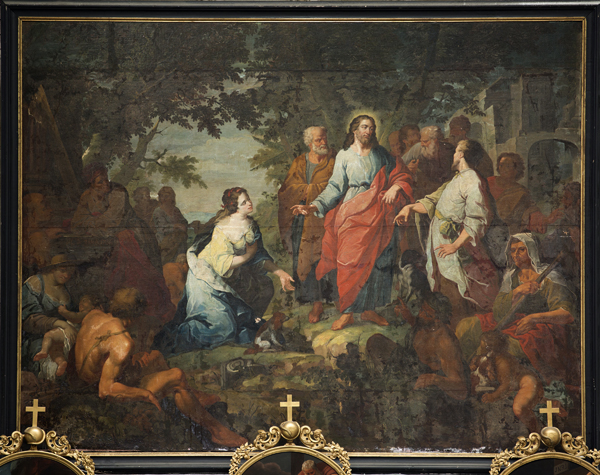
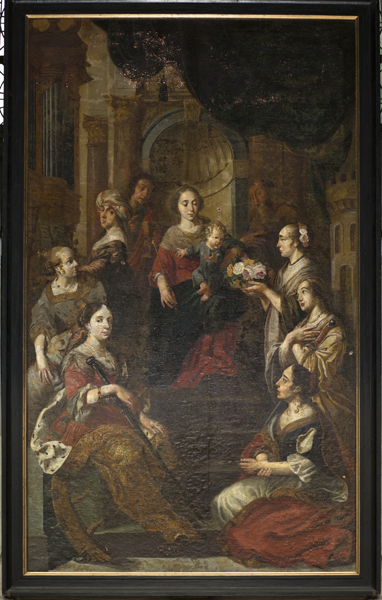
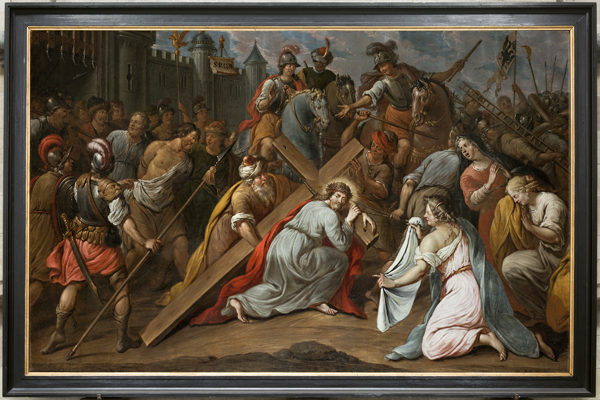